# Alberto Bica
Alberto Viller Bica Alonso (Montevideo, 11 de febrero de 1958-22 de agosto de 2021) fue un futbolista uruguayo que jugaba como puntero derecho. Se desempeñó también como director técnico del equipo Sub-16 de Nacional.

## Selección nacional
Integró la selección uruguaya sub-20 que ganó el Sudamericano Juvenil de 1977.
Con la selección mayor disputó la Copa América de 1979. Con la selección mayor de Uruguay, jugó 9 partidos de 1979 a 1981.

## Muerte
Alberto falleció el 22 de agosto de 2021 a los 63 años, por complicaciones derivadas de la leucemia, enfermedad que padecía desde hacía dieciséis años y de la cual se encontraba en tratamiento oncológico.

## Clubes
Fue integrante de:
| Club                | País        | Año       |
| ------------------- | ----------- | --------- |
| Nacional            | Uruguay     | 1975      |
| Cerro               | Uruguay     | 1976      |
| Nacional            | Uruguay     | 1977-1982 |
| River Plate         | Argentina   | 1983-1984 |
| Deportivo Cali      | Colombia    | 1984-1985 |
| San Lorenzo         | Argentina   | 1985-1986 |
| Unión de Santa Fe   | Argentina   | 1987-1988 |
| River Plate         | Uruguay     | 1988      |
| Racing              | Uruguay     | 1989-1990 |
| Petrotela           | Honduras    | 1991      |
| Petrotela           | Honduras    | 1992-1995 |
| Deportes Progreseño | Honduras    | 1996      |
| Guanacastes         | Costa Rica  | 1997      |
| Atlético Marte      | El Salvador | 1998      |

## Palmarés

### Campeonatos nacionales
| Título                      | Club     | País    | Año  |
| --------------------------- | -------- | ------- | ---- |
| Liga Mayor                  | Nacional | Uruguay | 1975 |
| Liga Mayor                  | Nacional | Uruguay | 1977 |
| Primera División de Uruguay | Nacional | Uruguay | 1977 |
| Primera División de Uruguay | Nacional | Uruguay | 1980 |
| Primera División de Uruguay | Nacional | Uruguay | 1982 |
| Liguilla Pre-Libertadores   | Nacional | Uruguay | 1982 |

### Copas internacionales
| Título                | Club                                  | Sede      | Año  |
| --------------------- | ------------------------------------- | --------- | ---- |
| Sudamericano Juvenil  | Selección de fútbol sub-20 de Uruguay | Venezuela | 1977 |
| Copa Libertadores     | Nacional                              | Uruguay   | 1980 |
| Copa Intercontinental | Nacional                              | Japón     | 1980 |